# McKesson
McKesson – przedsiębiorstwo farmaceutyczne zajmujące się szeroko pojętym systemem ochrony zdrowia, sprzedaje medyczne suplementy i produkty farmaceutyczne. Jej obroty w 2009 r. wyniosły ponad 106 miliardów dolarów.
Przedsiębiorstwo ma międzynarodowy zasięg i poza Ameryką Północną, swoje biura ma też w Australii, Irlandii, Francji, Holandii i Wielkiej Brytanii. McKesson jest dziś jedną z najstarszych nieustannie działających firm w Stanach Zjednoczonych. Jej siedziba znajduje się w Irving w Teksasie (na przedmieściach Dallas).

## Historia

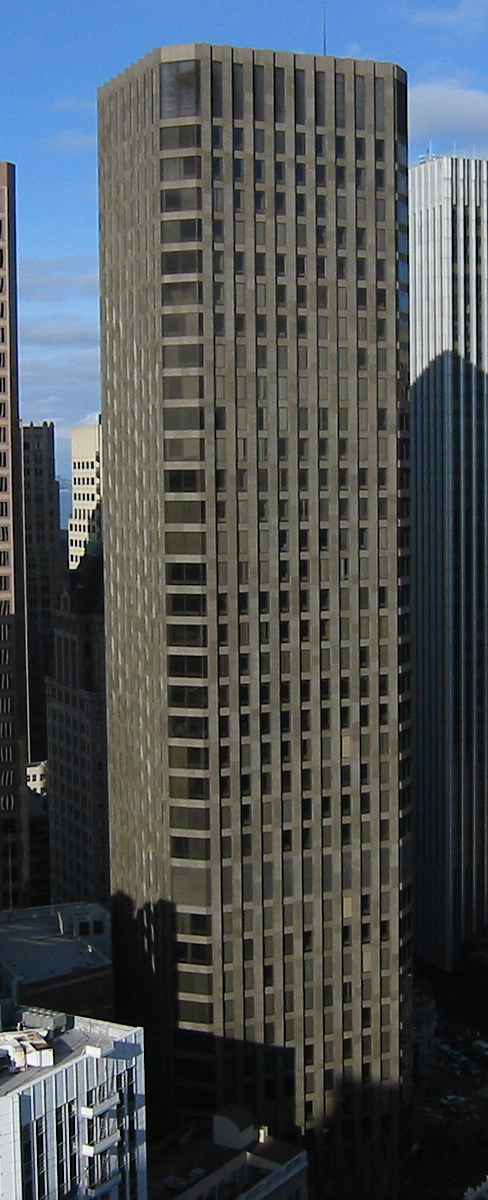
Siedziba główna McKessona w San Francisco

Przedsiębiorstwo zostało założone w Nowym Jorku jako Olcott & McKesson przez Charlesa Olcotta i Johna McKessona w 1833 r. Początkowo zajmowała się importem i sprzedażą leków roślinnych. Po pewnym czasie do spółki dołączył trzeci partner, Daniel Robbins. Po śmierci Olcotta w 1853 r. nazwę przedsiębiorstwa zmieniono na McKesson & Robbins.
Przez wiele lata firma z powodzeniem się rozwijała, zdobywając coraz silniejszą pozycję na rynku. Jednak w latach 30. wybuchł jeden z najgłośniejszych skandali XX wieku, który doprowadził do poważnych zmian w amerykańskich normach kontroli i regulacjach bezpieczeństwa. Od lat 50. koncern zaczął osiągać większe zyski ze sprzedaży medycznych technologii niż leków. Kulminacją tej tendencji był zakup w 1999 r. medycznych systemów informacyjnych firmy HBO & Company (HBOC). Połączone przedsiębiorstwa krótko działały pod nazwą McKessonHBOC. Jednak nieprawidłowości księgowe w HBOC doprowadziły do zwolnień, spadku cen akcji spółki o połowę i postępowań sądowych wobec dyrektorów HBOC. W 2001 r. McKesson powrócił do swojej wcześniejszej nazwy. W 2010 r. za 2,16 miliarda dolarów McKesson nabył wiodącą spółkę onkologiczną US Oncology, Inc.

## McKesson na świecie

### Kanada
W 1991 r. korporacja nabyła 100 procent udziałów w spółce Medis Health and Pharmaceutical Services z Provigo. W 2002 r. nadano jej nazwę McKesson Canada, ale samo przedsiębiorstwo jest całkowicie zależne od centrali w USA. W jego skład wchodzą jeszcze różne inne jednostki m.in. farmaceutyczne.

### Wielka Brytania
W Wielkiej Brytanii McKesson świadczy usługi, które polegają na dostarczaniu informacji technicznych dla systemu opieki zdrowotnej. Odpowiada też za szpitalne systemy zaopatrzeniowe, finansowe i oprogramowanie. Ponadto zajmuje się rozbudową elektronicznych akt pracowników dla Narodowej Służby Zdrowia. Dostarcza jej również zintegrowany system listy płac obejmujący 1,3 miliona pracowników służby zdrowia. Jest to największa na świecie pojedyncza lista płac działająca w systemie komputerowym.
Siedziba McKesson’s United Kingdom znajduje się w Warwick, ale jej biura są jeszcze w Sheffield, Bangor, Glasgow i Vauxhall. Łącznie w Wielkiej Brytanii przedsiębiorstwo zatrudnia ponad 500 osób.

### Australia i Nowa Zelandia
W Australii i Nowej Zelandii, koncern (działający jako McKesson Asia-Pacific) zajmuje się obsługą telefonicznej bazy danych na potrzeby służby zdrowia. Dzięki specjalistycznemu oprogramowaniu, personel telefonicznego centrum zdrowia może obsłużyć w ciągu roku milion połączeń.
Regionalna siedziba McKessona znajduje się w Sydney, a pozostałe biura w Melbourne, Perth, Adelaide, Wellington i Auckland. W regionie Azji i Pacyfiku przedsiębiorstwo zatrudnia blisko 700 ludzi.